# Göteborg City Airport
Göteborg City Airport, (IATA: GSE, ICAO: ESGP) er en international lufthavn på øen Hisingen, 12 km nord/vest for centrum af Göteborg, Sverige. I 2009 ekspederede den 720.000 passagerer. I 2018 havde lufthavnen over 6.8 millioner passagere.
Gotlandsflyg, Ryanair og Wizz Air har ruter fra lufthavnen.

## Historie
I 1940 blev der på området bygget en militær flyveplads kaldet F 9 Säve. Det sidste jagerfly forlod landingsbanen i 1969 og flyvepladsen lukkede ned for militær aktivitet. I 1977 kom der civil trafik i lufthavnen da alle områdets fritidsflyvere blev flyttet til Säve, efter Göteborg-Landvetter åbnede. I 1984 blev landingsbanen forlænget og faciliteterne moderniseret, så der nu kunne modtages business-jet og andre større fly. I 2001 skiftede lufthavnen navn til City Airport og Ryanair startede en rute op til London-Stansted.